# Flavio Scarone
Flavio Scarone, vollständiger Name Flavio Andrés Scarone Bruno, (* 13. Mai 1991 in Florida) ist ein uruguayischer Fußballspieler.

## Karriere
Der 1,74 Meter große Offensivakteur Scarone stand zu Beginn seiner Karriere seit der Apertura 2009 im Kader von Liverpool Montevideo. In den Saisons 2009/10, 2010/11, 2011/12 und 2012/13 lief er in zwei, sechs, drei bzw. neun Partien der Primera División auf. Ein Tor erzielte er nicht. Zudem kam er in vier Begegnungen (ein Tor) der Copa Sudamericana 2012 zum Einsatz. In seiner letzten Spielzeit bei dem Klub bestritt er 2013/14 zwei weitere Erstligaspiele (kein Tor) und stieg am Saisonende mit der Mannschaft in die Segunda División ab. Anfang August 2014 wechselte er zum Erstligaaufsteiger Rampla Juniors. In der Saison 2014/15 wurde er nicht in der höchsten uruguayischen Spielklasse eingesetzt. Mitte März 2016 schloss er sich dem Zweitligisten Canadian Soccer Club an und bestritt in der Clausura 2016 vier Zweitligaspiele (ein Tor). Während der Saison 2016 wurde er neunmal (ein Tor) in der Liga eingesetzt.